# 2021 UA1
2021 UA1 — невеликий (~2 метрів) навколоземний об'єкт, який пролетів на відстані близько 3047 км від поверхні Землі над Антарктикою 25 жовтня 2021 року близько 03:07 UT. Оскільки він наближався від Сонця, його виявили лише через 4 години після зближення.
Зіткнення з тілом такого розміру не несе загрози, оскільки воно не долетить до поверхні Землі, а згорить в атмосфері. 

## Посилання

Animation of 2021 UA1's orbit around Sun - 2021 Earth approach
2021 UA1·
Mercury·
Venus·
Earth·
Mars·
Sun